# Þjórsá
A Þjórsá a leghosszabb folyó Izland déli részén, 230 kilométer hosszú. A Hofsjökull gleccserből ered, majd folyása során az Izlandi-felföld szűk völgyszorosain fut keresztül. A legnagyobb mellékfolyója a Tungnaá. Ezután keresztülfolyik a Þjórsárdalur-völgyön, ahol a Stöng történelmi farmgazdaság található. A folyó széles középső részén található az Árnes sziget, ahol a múltban Þing történelmi hely volt. Az Árnes szigetről kapta nevét Árnessýsla közigazgatási egység. Az 1-es izlandi főút hídja Selfoss és Hella közt éri át a folyót.
A hídtól pár kilométerrel délre a folyó az Atlanti-óceánba ömlik.

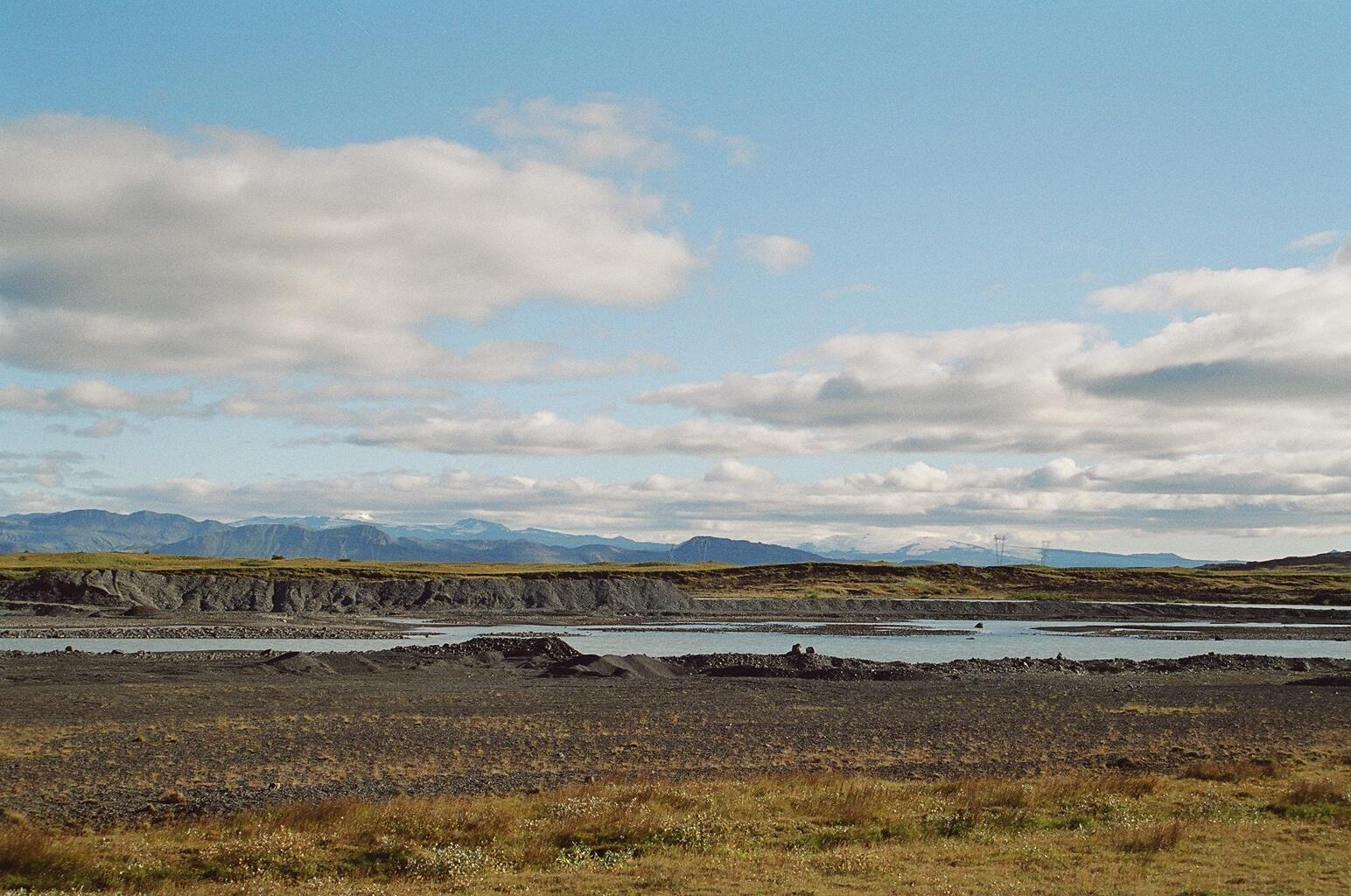
A Þjórsá folyó

## Fordítás
Ez a szócikk részben vagy egészben  a(z)   Þjórsá című angol Wikipédia-szócikk ezen változatának fordításán alapul.  Az eredeti cikk szerkesztőit annak laptörténete sorolja fel. Ez a jelzés csupán a megfogalmazás eredetét és a szerzői jogokat jelzi, nem szolgál a cikkben szereplő információk forrásmegjelöléseként.